# Park Narodowy Alto Purús
Park Narodowy Alto Purús (hiszp. Parque nacional Alto Purús) – największy park narodowy w Peru położony w regionach Madre de Dios (prowincje Tahuamanu i Tambopata) i Ukajali (prowincja Purús). Został utworzony 20 listopada 2004 roku i zajmuje obszar 25 106,94 km². W 2008 roku został zakwalifikowany przez BirdLife International jako ostoja ptaków IBA.

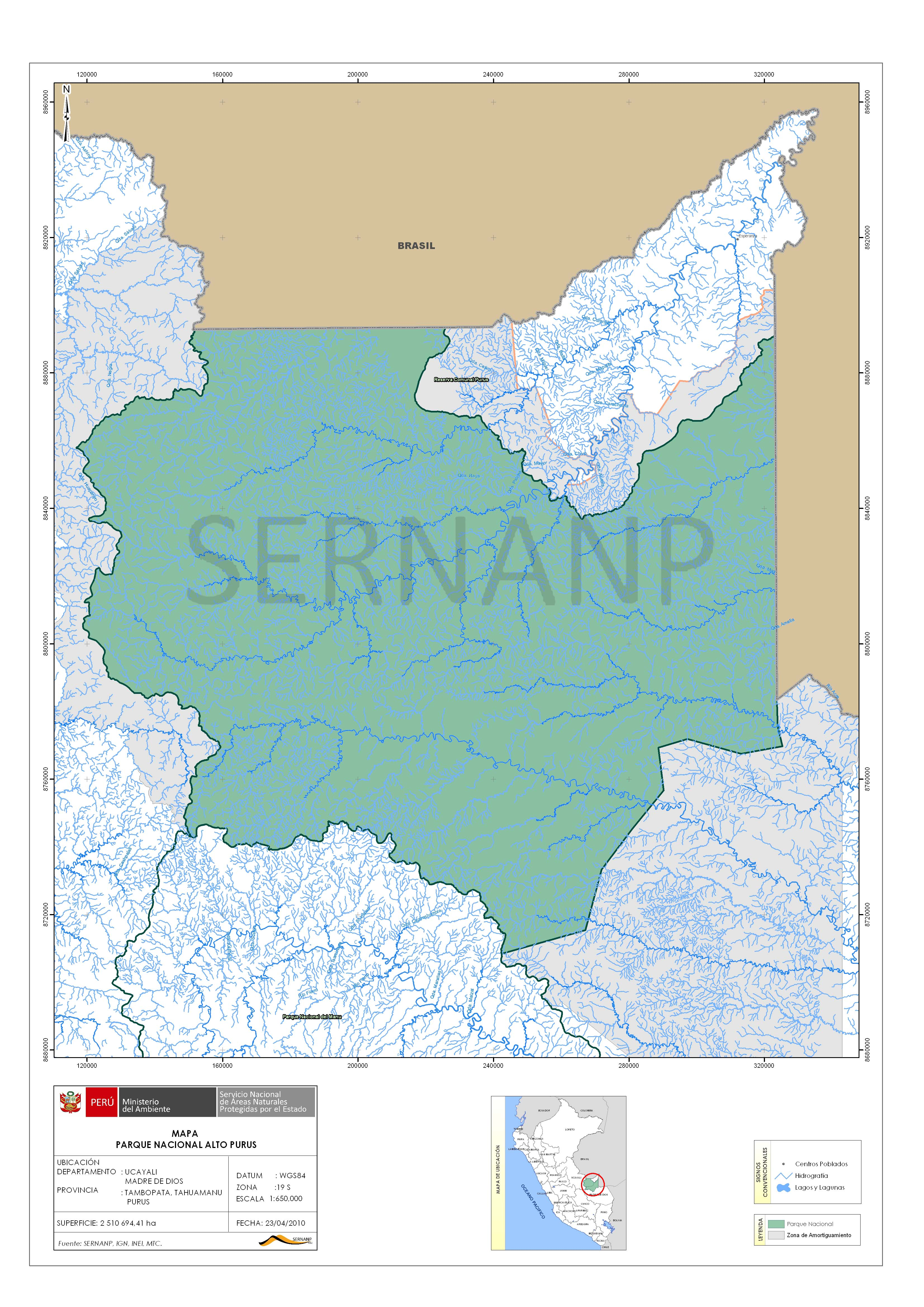
Mapa parku

## Opis
Park znajduje się w Amazonii i obejmuje głównie dorzecze rzeki Purús. Obrzeża parku to równina aluwialna utworzona przez osadzanie się materiałów niesionych przez rzeki. Środkowa część to niewysokie wzgórza. Całą powierzchnię parku pokrywa puszcza amazońska. Żyją w niej nieliczne plemiona rdzennych mieszkańców, z których część unika kontaktu z cywilizacją. Park położony jest w jednym z najtrudniej dostępnych miejsc w Peru.
Średnie roczne opady w parku wynoszą 1800 mm. Średnia roczna temperatura to +25 °C, a średnia wilgotność względna oscyluje między 75 a 82%.

## Flora
W parku zarejestrowano ponad 2500 gatunków roślin. Drzewa tu występujące to narażony na wyginięcie (VU) cedrzyk wonny, a także m.in.: mahoniowiec wielkolistny, Chorisia integrifolia, puchowiec pięciopręcikowy, kauczukowiec brazylijski, Cedrelinga catenaeformis, Iriartea deltoidea, Astrocaryum murumuru, Attalea butyracea, Mauritia flexuosa i Jessenia bataua.

## Fauna
W parku zarejestrowano prawie 900 gatunków fauny (118 gatunków ryb, 72 gatunki gadów, 68 gatunków płazów, 510 gatunków ptaków i co najmniej 86 gatunków ssaków). 
Spośród ssaków żyją tu zagrożone wyginięciem (EN) arirania amazońska, inia amazońska i sotalia amazońska, narażone na wyginięcie (VU) mrówkojad wielki, pekari białobrody, tapir amerykański, zębolita olbrzymia, ponocnica peruwiańska, pigmejka karłowata, wełniak brunatny, miko czarny i czepiak czarny, a także m.in.: jaguar amerykański, ocelot wielki, ocelot nadrzewny, puma płowa, wydrak długoogonowy, hirara amerykańska, wilczek krótkouchy, pakożer leśny, kinkażu żółty, ostronos rudy, leniwiec pstry, tamaryna cesarska, tamaryna czerwonobrzucha, Callicebus cupreus, wyjec rudy, ponocnica czarnogłowa, kapucynka czubata, kapucynka białoczelna, saki szara, sajmiri czarnołbista, sajmiri wiewiórcza, tamandua południowa, tamaryna cesarska, mazama szara, mazama ruda, Dasyprocta variegata, kapibara wielka, pakarana Branickiego, paka nizinna.
Ptaki to narażona na wyginięcie (VU) ara niebieskogłowa, a także m.in.: kondor królewski, żabiru amerykański, ara żółtolica, ara ararauna, amazonka niebieskoczelna, warzęcha różowa, dławigad amerykański.
Gady i płazy występujące w parku to narażone na wyginięcie (VU) żabuti leśny, Podocnemis unifilis i Podocnemis sextuberculata, a także m.in.: kajman okularowy, kajman czarny, matamata, arrau, boa dusiciel, anakonda zielona, marszczelec pierścieniowy, Phrynops geoffroanus, Phrynops gibbus.